# 비르스강의 장크트야곱 전투
비르스강의 장크트야콥 전투(Battle of St. Jakob an der Birs)는 스위스 비르스강 유역에서 구스위스 연방과 프랑스(대부분 아르마냐크파) 용병 사이에서 벌어졌다. 전투는 1444년 8월 26일에 일어났고, 구취리히 전쟁의 일부였다. 전투의 현장은 오늘날 바젤의 장크트알반 지역 내에 있는 바젤 성벽에서 불과 1km 떨어진 스위스 뮌헨슈타인 근처였다.

## 배경
1443년, 구스위스 연방의 7개 주는 취리히를 침공하여 도시를 포위했다. 취리히는 신성로마제국의 프리드리히 3세와 동맹을 맺었고, 그는 이제 프랑스의 샤를 7세에게 포위를 풀기 위해 군대를 파견할 것을 호소했다.
백년 전쟁에서 잉글랜드의 헨리 6세와의 휴전으로 유휴 상태가 된 성가신 군대 “에코쉐르”를 보내려고 하는 샤를은 그의 아들 도팽(후에 프랑스의 루이 11세)에게 이들 중 약 30,000명의 군대를 보냈다. 취리히를 구제하기 위해 대부분이 아르마냐크인 스위스로 에코쉐르를 파견했다. 프랑스군이 바젤의 스위스 영토에 진입하자 판스부르크에 주둔한 스위스 지휘관은 주로 젊은 장창병인 1,300명의 전진 부대를 보내기로 결정했다. 이들은 8월 25일 밤 리슈탈로 이동하여 200명의 현지 군대와 합류했다.

## 전투
이른 아침에 그들은 프라텔른과 무텐츠에서 프랑스 전위 부대를 기습하여 물리쳤다. 이 성공에 열광하여 엄격한 반대 명령에도 불구하고 스위스 군대는 비르강을 건너 전투 준비가 된 약 30,000명의 프랑스군 대부분을 마주쳤다.
즉시 스위스군은 각각 500명으로 구성된 3개의 장창군을 형성했고, 아르마냐크 기병대가 거듭 돌격하고, 격퇴했을 때 그들은 잘 싸웠다.
아이네아스 실비우스 피콜로미니(Aeneas Silvius Piccolomini, 1405–1464, 이후 교황 비오 2세, 1439년까지 피렌체 공의회 참여)는 전투를 생생하게 묘사하면서 스위스인들이 피 묻은 석궁 화살을 몸에서 찢고 적에게 돌격을 가한 방법을 설명했다. 창에 찔리거나 손을 잃은 이들은 자신의 죽음에 대한 복수를 위해 아르마냐크에게 돌격했다.
전투는 몇 시간 동안 계속되었으며 목격자들의 경외심을 불러일으킬 만큼 강렬했다. 결국 스위스 파이크 스퀘어가 약해졌기 때문에 지휘관은 부하들에게 정크트야콥의 작은 병원으로 후퇴하라고 명령했다. 바젤의 소규모 증원군은 격퇴당했고, 그 지도자인 헨만 제포겔이 사망했다.
아르마냐크 군대는 병원에 포격을 가해 스위스군에 큰 피해를 입혔다. 그럼에도 불구하고, 공격 당사자로서 스위스는 항복을 단호히 거부했다. 아르마냐크군이 병원으로 이동함에 따라 나머지 스위스군은 병원 정원에 억류되어 30분 이내에 마지막 한 사람까지 죽임을 당했다.

## 결과
전투 자체가 스위스에게는 참담한 패배였고, 군대에 기여한 베른주에는 중대한 타격이었지만, 전략적 측면에서는 스위스의 성공이었다. 프랑스군은 막대한 사상자 때문에 30,000명의 스위스군이 준비된 취리히로 이동하려는 원래 계획은 이제 도팽에 의해 불리하게 판단되었다. 프랑스군은 후퇴하여 구취리히 전쟁에서 스위스가 승리하는 데 기여했다. 스위스인의 행동은 동시대의 관찰자들에 의해 영웅적이라고 칭송받았고, 그 사건에 대한 보고는 유럽 전역에 빠르게 퍼졌다.
도팽은 10월 28일 엔시스하임에서 체결된 조약으로 구스위스 연방은 바젤과 공식적으로 화해했으며, 1445년 봄에 알자스에서 군대를 철수했다. 당시 바젤시에서 열린 교회 공의회의 개입 이 평화를 불러일으키는 데 결정적인 역할을 했다. 구스위스 연방은 바젤시의 동맹이었기 때문에 도팽의 전쟁은 성벽 안에 갇힌 의회에 대한 공격적인 행동으로 해석될 수도 있었다. 프랑스의 샤를 7세는 1438년 바젤 공의회에서 개혁주의적인 법령을 시행했기 때문에 도팽이 회원들을 위협하는 것처럼 보이지 않는 것이 중요했다.
군사적 전술 측면에서 이 전투는 포병에 대한 장창 대형의 약점을 드러내 화약 전쟁 시대의 시작을 알렸다.

## 스위스 역사서의 유산과 애국심
스위스 측의 순전한 용감함이나 무모함은 동시대인들에게 인정받았지만, 나폴레옹이 부추킨 헬베티아 공화국이 붕괴된 후인 19세기에 와서야 전투가 프랑스의 침공으로부터 조국을 구출한 일종의 스위스 테르모필레의 영웅적이고, 이타적인 것으로 양식화되었다.

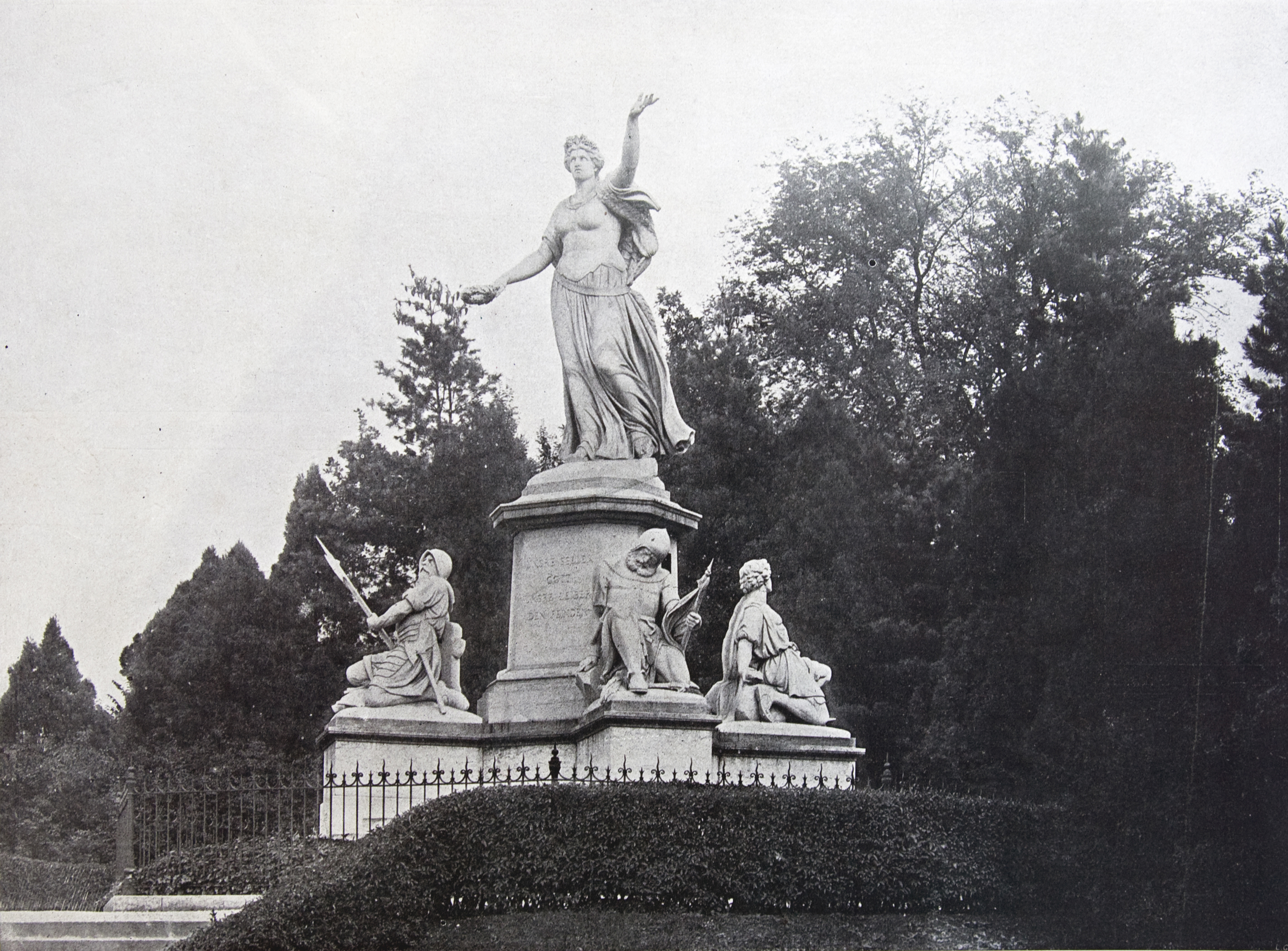
페르디난드 슐뢰트의 비르강의 성야콥 전투 기념비

이 전투는 압도적인 역경에 맞서 스위스 군대의 용맹함을 상징하는 것이 되었다. 그것은 19세기 스위스 애국가에서 기념되었으며, 1850년대부터 1961년까지 스위스 전애국가인 Rufst du, mein Vaterland에서 명시적인 언급을 찾았다. 1824년부터 1860년부터 1894년까지 매년, 이후에는 5년마다(1994년 이후 중단됨) 기념식이 거행되었다.
죽어가는 스위스 전사의 손아귀에 있던 연대기 기록들에 따르면, 기사 부르크하르트 7세 뮌흐의 죽음은 전투의 결과와 우월한 군사력을 가진 세력에게 패할 지라도 불균형한 사상자를 낼 것이라는 위협으로 제2차 세계대전 당시 스위스를 침공하는 것을 저지하는 전략을 상징하게 되었다고 한다.